# Ảnh hưởng đến tế bào thần kinh do ô nhiễm
Nghiên cứu chỉ ra rằng sống ở những khu vực ô nhiễm cao có ảnh hưởng nghiêm trọng đến sức khỏe lâu dài. Sống ở những khu vực này trong thời thơ ấu và thanh thiếu niên có thể dẫn đến suy giảm trí lực và tăng nguy cơ tổn thương não. Mọi người ở mọi lứa tuổi sống trong các khu vực ô nhiễm cao trong thời gian dài sẽ có nguy cơ cao mắc các chứng rối loạn thần kinh khác nhau. Cả ô nhiễm không khí và ô nhiễm kim loại nặng đều có tác động tiêu cực đến hệ thần kinh trung ương.

## Ô nhiễm không khí
Ô nhiễm không khí được biết là ảnh hưởng đến các mạch máu lớn và nhỏ trên khắp cơ thể . Mức độ ô nhiễm không khí cao có liên quan đến việc tăng nguy cơ đột quỵ và đau tim . Bằng cách ảnh hưởng vĩnh viễn đến cấu trúc mạch máu trong não, ô nhiễm không khí có thể gây ảnh hưởng nghiêm trọng đến hoạt động thần kinh và các chất thần kinh. Ở chó, ô nhiễm không khí có thể gây tổn thương thần kinh trung ương bằng cách thay đổi hàng rào máu não, khiến các tế bào thần kinh trong vỏ não bị thoái hóa, phá hủy các tế bào thần kinh đệm có trong chất trắng và bằng cách gây ra các rối loạn sợi thần kinh . Những thay đổi này có thể làm thay đổi vĩnh viễn cấu trúc và hóa học của não, dẫn đến các suy giảm và rối loạn khác nhau. Đôi khi, các tác động của quá trình tái tạo thần kinh không tự biểu hiện trong một thời gian dài.

## Ảnh hưởng đến trẻ em
Một nghiên cứu từ năm 2008 đã so sánh trẻ em được nuôi ở Thành phố Mexico (một địa điểm được biết đến với mức độ ô nhiễm cao) với trẻ em được nuôi ở Polotitlán, Mexico (một thành phố có mức độ ô nhiễm đáp ứng Tiêu chuẩn Chất lượng Không khí Xung quanh Quốc gia Hoa Kỳ hiện tại) . Theo nghiên cứu này, những đứa trẻ được nuôi dưỡng ở những khu vực ô nhiễm cao có điểm thông minh thấp hơn (tức là trong các bài kiểm tra IQ) và có dấu hiệu tổn thương khi quét MRI não. Ngược lại, trẻ em đến từ khu vực ô nhiễm thấp đạt điểm như mong đợi trong các bài kiểm tra IQ, và không có dấu hiệu đáng kể nào về nguy cơ tổn thương não. Mối tương quan này được tìm thấy là có ý nghĩa thống kê và cho thấy rằng mức độ ô nhiễm có thể liên quan và góp phần vào sự hình thành tổn thương não và điểm IQ, do đó, biểu hiện bằng sự suy giảm năng lực trí tuệ và/hoặc hiệu suất. Do đó, sống ở những khu vực ô nhiễm cao khiến thanh thiếu niên có nguy cơ bị thoái hóa não sớm và phát triển thần kinh không đúng cách - những phát hiện này có thể có ý nghĩa quan trọng đối với thế hệ tương lai.

### Ảnh hưởng đến người lớn
Có những dấu hiệu cho thấy tác động của hoạt động thể chất và ô nhiễm không khí đối với sự dẻo dai của thần kinh sẽ phản tác dụng. Hoạt động thể chất được biết đến với những lợi ích tăng cường sức khỏe, đặc biệt là đối với hệ tim mạch, và cũng đã chứng minh lợi ích cho các quá trình dẻo dai của não, nhận thức và sức khỏe tâm thần. Thuốc kích thích thần kinh, yếu tố dinh dưỡng thần kinh có nguồn gốc từ não (BDNF - Brain-derived neurotrophic factor) được cho là đóng một vai trò quan trọng trong việc cải thiện nhận thức do tập thể dục gây ra. Các hoạt động thể chất ngắn ngủi đã được chứng minh là làm tăng nồng độ BDNF trong huyết thanh, nhưng sự gia tăng này có thể được bù đắp bởi sự gia tăng tiếp xúc với ô nhiễm không khí liên quan đến giao thông . Qua thời gian tập thể dục dài hơn, những cải thiện về nhận thức đã được chứng minh ở những người chạy bộ nông thôn đã được tìm thấy là không có ở những người chạy bộ thành thị tham gia cùng một chương trình đào tạo 12 tuần khởi động 2 lần.

### Bệnh động kinh
Các nhà nghiên cứu ở Chile đã tìm thấy mối tương quan có ý nghĩa thống kê giữa nhiều chất gây ô nhiễm không khí và nguy cơ mắc bệnh động kinh bằng cách sử dụng khoảng tin cậy 95% . Các chất gây ô nhiễm không khí mà các nhà nghiên cứu đã cố gắng tương quan với việc gia tăng tỷ lệ mắc bệnh động kinh bao gồm carbon monoxide (CO), ozone (O3), sulfur dioxide (SO2), nitrogen dioxide (NO2), vật chất dạng hạt lớn và vật chất dạng hạt mịn. Các nhà nghiên cứu đã thử nghiệm các chất ô nhiễm này trên bảy thành phố và trong tất cả, trừ một trường hợp, mối tương quan được tìm thấy giữa mức độ ô nhiễm và sự xuất hiện của bệnh động kinh. Tất cả các mối tương quan được tìm thấy đều có ý nghĩa thống kê. Các nhà nghiên cứu đưa ra giả thuyết rằng các chất ô nhiễm không khí làm tăng nguy cơ động kinh bằng cách tăng các chất trung gian gây viêm và bằng cách cung cấp nguồn gốc của stress oxy hóa. Họ tin rằng những thay đổi này cuối cùng làm thay đổi hoạt động của hàng rào máu não, gây ra chứng viêm não. Viêm não được biết đến là một yếu tố nguy cơ của bệnh động kinh; do đó, chuỗi các sự kiện cung cấp một cơ chế hợp lý mà theo đó ô nhiễm có thể làm tăng nguy cơ động kinh ở những người dễ bị bệnh di truyền.

## Nhiễm độc dioxin
Các hợp chất hữu cơ, chẳng hạn như dioxin, thường được tìm thấy trong thuốc trừ sâu hoặc được tạo ra như các sản phẩm phụ của quá trình sản xuất hoặc phân hủy thuốc trừ sâu. Những hợp chất này có thể có tác động đáng kể đến sinh học thần kinh của các sinh vật tiếp xúc. Một số tác động quan sát được khi tiếp xúc với dioxin là thay đổi ion calci nội bào (Ca2+) của tế bào thần kinh, giảm nồng độ glutathione, thay đổi chức năng dẫn truyền thần kinh trong CNS và mất khả năng duy trì độ pH . Một nghiên cứu về 350 nhân viên nhà máy hóa chất bị phơi nhiễm với tiền chất điôxin dùng để tổng hợp chất diệt cỏ từ năm 1965 đến năm 1968 cho thấy 80 nhân viên có dấu hiệu nhiễm chất độc dioxin . Trong số 350 nhân viên này, 15 người đã được liên lạc lại vào năm 2004 để làm các xét nghiệm thần kinh để đánh giá xem chất độc dioxin có ảnh hưởng lâu dài đến khả năng thần kinh hay không. Khoảng thời gian đã trôi qua khiến việc tập hợp một nhóm thuần tập lớn hơn trở nên khó khăn, nhưng kết quả của các cuộc kiểm tra chỉ ra rằng 8 trong số 15 đối tượng có biểu hiện suy giảm hệ thần kinh trung ương, 9 đối tượng có dấu hiệu viêm đa dây thần kinh và điện não đồ (EEG - Electroencephalography) cho thấy các mức độ khác nhau của các bất thường về cấu trúc. Nghiên cứu này cho rằng ảnh hưởng của dioxin không chỉ giới hạn ở độc tính ban đầu. Dioxin, thông qua các hiệu ứng dẻo dai thần kinh, có thể gây ra tổn thương lâu dài mà có thể không biểu hiện trong nhiều năm hoặc thậm chí nhiều thập kỷ.

## Phơi nhiễm kim loại
Tiếp xúc với kim loại nặng có thể làm tăng nguy cơ mắc các bệnh thần kinh khác nhau. Nghiên cứu chỉ ra rằng hai kim loại nặng gây độc cho thần kinh nhất là thủy ngân (Hg) và chì (Pb). Tác động mà hai kim loại này sẽ gây ra phụ thuộc nhiều vào từng cá nhân do các biến thể di truyền. Thủy ngân và chì đặc biệt độc với thần kinh vì nhiều lý do: chúng dễ dàng đi qua màng tế bào, có tác dụng oxy hóa tế bào, phản ứng với lưu huỳnh (S) trong cơ thể (dẫn đến rối loạn nhiều chức năng phụ thuộc vào nhóm sulfhydryl) và làm giảm mức glutathione bên trong tế bào. Đặc biệt, Methylmercury [CH3Hg]+ có ái lực cực kỳ cao với các nhóm sulfhydryl . Thủy ngân hữu cơ là một dạng thủy ngân gây hại đặc biệt vì khả năng hấp thụ cao của nó . Chì cũng giống calci (Ca), một khoáng chất rất quan trọng trong hệ thần kinh trung ương, và sự giống nhau này dẫn đến nhiều tác dụng phụ . Các cơ chế phục hồi thần kinh của thủy ngân hoạt động bằng cách ảnh hưởng đến quá trình sản xuất protein. Nồng độ thủy ngân tăng cao làm tăng mức glutathione bằng cách ảnh hưởng đến biểu hiện gen, và điều này ảnh hưởng đến hai protein (MT1 và MT2) có trong tế bào hình sao và tế bào thần kinh . Khả năng giống với calci của chì cho phép nó vượt qua hàng rào máu não. Chì cũng điều chỉnh mức glutathione .

## Tăng tốc độ lão hoá thần kinh
Viêm thần kinh có liên quan đến tăng tỷ lệ thoái hóa thần kinh . Tình trạng viêm có xu hướng gia tăng tự nhiên theo độ tuổi. Bằng cách tạo điều kiện cho quá trình viêm, các chất ô nhiễm như hạt không khí và kim loại nặng khiến thần kinh trung ương lão hóa nhanh hơn. Nhiều bệnh khởi phát muộn do thoái hóa thần kinh. Bệnh đa xơ cứng, bệnh Parkinson, bệnh xơ cứng teo cơ một bên (ALS - Amyotrophic lateral sclerosis) và bệnh Alzheimer đều được cho là trầm trọng hơn bởi các quá trình viêm, dẫn đến những người có dấu hiệu của những bệnh này ở độ tuổi sớm hơn dự kiến .
Bệnh đa xơ cứng xảy ra khi tình trạng viêm mãn tính dẫn đến sự xâm nhập của các tế bào đầu xương, từ đó dẫn đến sự phá hủy vỏ myelin. Sau đó, các sợi trục bắt đầu có dấu hiệu bị tổn thương, từ đó dẫn đến cái chết của tế bào thần kinh. Bệnh đa xơ cứng có liên quan đến việc sống ở những khu vực có lượng vật chất dạng hạt cao trong không khí .
Trong bệnh Parkinson, tình trạng viêm dẫn đến cạn kiệt nguồn dự trữ chất chống oxy hóa, cuối cùng sẽ dẫn đến thoái hóa tế bào thần kinh dopaminergic, gây ra sự thiếu hụt dopamine và góp phần hình thành bệnh Parkinson. Kích hoạt thần kinh đệm mãn tính do viêm gây ra chết tế bào thần kinh vận động và làm tổn thương tế bào hình sao, những yếu tố này dẫn đến các triệu chứng của bệnh xơ cứng teo cơ bên (ALS, hay còn gọi là bệnh Lou Gehrig).
Trong trường hợp bệnh Alzheimer, các quá trình viêm dẫn đến chết tế bào thần kinh bằng cách ức chế sự phát triển ở các sợi trục và kích hoạt các tế bào hình sao sản xuất proteoglycan. Sản phẩm này chỉ có thể được lắng đọng ở vùng hải mã và vỏ não, cho thấy đây có thể là lý do khiến hai khu vực này có mức độ thoái hóa cao nhất trong bệnh Alzheimer . Các hạt kim loại trong không khí đã được chứng minh là có thể tiếp cận và ảnh hưởng trực tiếp đến não thông qua các con đường khứu giác, cho phép một lượng lớn các hạt vật chất đến được hàng rào máu não .
Những sự thật này, cùng với mối liên hệ của ô nhiễm không khí với các rối loạn nhịp tim thần kinh và những thay đổi mạch máu dưới vỏ được quan sát thấy ở chó, ngụ ý rằng những tác động tiêu cực đến tế bào thần kinh của ô nhiễm có thể dẫn đến tăng nguy cơ mắc bệnh Alzheimer và cũng có thể coi ô nhiễm là nguyên nhân gây bệnh sớm Bệnh Alzheimer thông qua nhiều cơ chế. Tác động chung của ô nhiễm là làm tăng mức độ viêm nhiễm. Kết quả là, ô nhiễm có thể góp phần đáng kể vào các rối loạn thần kinh khác nhau do các quá trình viêm gây ra.